# Jaya rogeri
Jaya rogeri is een insect uit de familie van de mierenleeuwen (Myrmeleontidae), die tot de orde netvleugeligen (Neuroptera) behoort. 
Jaya rogeri is voor het eerst wetenschappelijk beschreven door Navás in 1912.